# 約翰·史蒂文斯
约翰·克里斯托弗·“克里斯”·史蒂文斯（英語：John Christopher "Chris" Stevens，1960年4月18日—2012年9月11日），於2012年6月至9月担任美国驻利比亚大使。
他在2012年班加西攻擊事件中遭到袭击身亡。他也因此成为繼1979年美国驻阿富汗大使阿道夫·杜布斯在喀布尔遭绑架遇害33年以後，遇袭殉職的在任美国大使。

## 生平
史蒂文斯在1982年毕业于柏克萊加州大學。1983至1985年期間，他作为美国和平队的一名志愿者在摩洛哥教授英语。1989年，他取得加州大學法学院的法律博士学位。2010年取得国家战争学院理学硕士。他能讲阿拉伯语和法语。
在进入美国外交部门工作以前，他在华盛顿特区是一名国际贸易领域的律师。
1990年代，他曾在沙特阿拉伯、埃及、叙利亚和以色列等中东国家工作。分别于2007年和2011年派驻利比亚。
2011年4月5日任驻利比亚外交官，在2011年利比亚战争中，他对推动美方介入利比亚战事、推翻格達費政权起了很重要的推动作用。2012年1月23日，被任命为驻利比亚大使。

## 殉職
2012年9月11日晚，为抗议美国电影人拍摄的一部“侮辱”伊斯兰教的先知穆罕默德的电影——《穆斯林的無知》，數十名利比亚示威者及武裝份子冲进班加西的美国大使馆内向多处建筑和车辆開火，史蒂文森与另外3名使馆工作人员肖恩·史密斯（Sean Smith）、蒂龍·伍茲（Tyrone Woods）和格倫·多爾蒂（Glen Doherty）在袭击中身亡，利比亚高级安全官员于13日表示，四人遇害发生在两场袭击中，第一场是平民和武装分子自发的，第二场则具有高度的组织性。此外，当天美国驻埃及大使馆也遭到当地数千名示威者的冲击，美国国旗在扯下后被焚烧。史蒂文斯的死因是火灾切断逃生路后吸入过量浓烟而死，他还被利比亚平民带去抢救但无效而于凌晨2时死亡。
9月12日，美国总统巴拉克·奥巴马表示美国反对诋毁他人宗教信仰的行为，但也强烈谴责使馆遇袭造成4人死亡的暴力行径，并要求全球各地的美国外交部门加强安全戒备。奥巴马表示美国将与利比亚政府合作将凶手绳之以法，利比亚政府已向美方道歉。9月13日，美国从位于西班牙的军事基地派遣约50名「美国反恐安全部队」（FAST）的海军陆战队精英前往的黎波里的美国驻利比亞大使馆，以捍衛美国外交设施和加强使馆安全。
路透社和CNN等媒体报道，事发当天正好是911事件的纪念日，这次袭击事件很可能是与基地组织有关的恐怖分子事前早已计划好故意实施的一次攻击美国机构的行动。专门研究伊斯兰主义的英国智库奎利亚姆认为，这是基地组织为报复其领导人阿布·亞哈·利比（利比亚人，利比亞伊斯蘭戰鬥組織成员，2012年6月4日被槍擊而死）于3个月前在巴基斯坦北部被美军空袭打死而采取的报复行动。以色列新闻网站德巴卡报道说，班加西的袭击事件是在艾曼·扎瓦希里命令下由20名受过训练的基地组织成员实施的。9月13日，利比亚官员表示已拘留了至少四名犯罪嫌疑人。还有一名嫌犯在埃及被杀。
2013年8月联邦政府正式对数名嫌疑人，包括民兵领导艾哈邁德·阿布·卡特那提出缺席指控。11月美国悬赏一千万给任何能帮助逮捕这些人的信息。
2014年6月14至15日的周末期間，艾哈邁德·阿布·卡特那遭美國三角洲部隊所捕獲。
2018年6月27日，艾哈邁德·阿布·卡特那被華盛頓哥倫比亞特區的法庭判處22年徒刑。

## 相关人物
- 巴拉克·歐巴馬
- 希拉里·柯林頓